# 茨城県立潮来高等学校

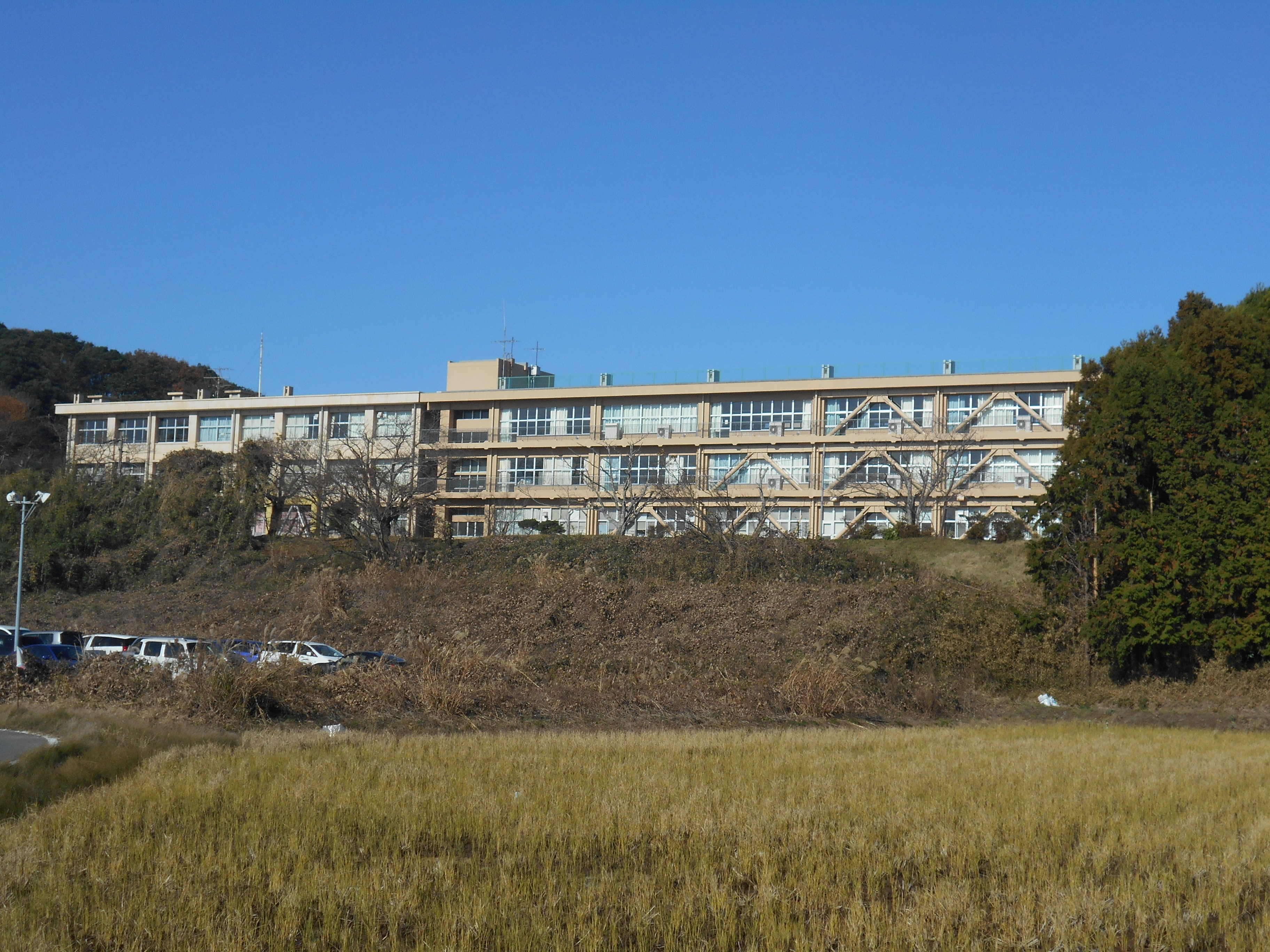
遠景

茨城県立潮来高等学校（いばらきけんりつ いたここうとうがっこう）は、茨城県潮来市須賀にある県立高等学校。

## 教育方針
生徒一人一人を大切にし、組織的で継続的な取り組みを通じて、郷土を愛し、個性豊かな、心身ともに健康な人材の育成に努める。

## 沿革
- 1906年 - 潮来町立女子技芸学校設置認可を文部大臣に申請
- 1907年 - 行方郡潮来町立女子技芸学校認可　稲荷山に開校
- 1934年 - 茨城県潮来女子技芸学校と改称
- 1938年 - 稲荷山より潮来町出口へ移転改築
- 1942年 - 潮来町立高等女学校と改称
- 1945年 - 県移管となり茨城県立潮来高等女学校と改称
- 1948年 - 茨城県立潮来高等学校と改称
- 1957年 - 定時制普通科を廃止
- 1961年 - 家庭科を家政科と改称
- 1962年 - 商業科を1学級増
- 1968年 - 新校舎完工（水戸藩延方郷校跡）に移転
- 1996年 - 創立90周年記念式典挙行
- 2005年 - 創立100周年記念式典挙行

## 設置学科・コース
全日制課程
- 普通科
  - 普通科A類型
  - 普通科B類型
- 家政科
  - 福祉コース
  - フードデザインコース
- 商業科
  - 情報ビジネスコース
  - 会計ビジネスコース

## 著名な出身者
- 野沢拓也 ：サッカー選手・fcティアモ枚方所属
- 大道広幸：サッカー選手・ファジアーノ岡山所属
- 谷桃子：タレント